# 馬丁·史川弗
馬丁·史川弗（Martin Strempfl，1984年8月1日—），是一名奧地利射擊運動員，曾獲得2019年射擊世界盃新德里站男子10米氣步槍第四名，以及2013年歐洲射擊錦標賽300米標準步槍團體的銅牌。

## 外部連結
- ISSF （页面存档备份，存于）